# Ruta Nacional 22 (Argentina)
La Ruta Nacional 22 és una carretera argentina asfaltada, que en els seus 685 km d'extensió passa per les províncies de Buenos Aires, La Pampa, Río Negro i Neuquén. Comença en l'embranque amb la Ruta Nacional 3, 32 km l'oest de Bahía Blanca i fins al 2004 finalitzava en el Pas de Pino Hachado, en el límit amb Xile, però actualment finalitza en l'embranque amb la Ruta Nacional 40 en la ciutat de Zapala, amb el que s'acurta 108 km. El tram entre Las Lajas i el Pas de Pino Hachado conforma la Ruta Nacional 242, el resto pertany a la Ruta Nacional 40.
Té només dos carrils (un per mà), excepte en el tram Cipolletti - Plottier on té 4 (autovia) que fou inaugurada el 10 d'abril de 2005. Existix un projecte per a estendre esta "multitrocha" des de la ciutat de Cipolletti fins Chichinales. Actualment se troba en execució el tram de l'obra que va des de esta ciutat fins Villa Regina.